# Dama roberti
Espèce
Dama roberti est une espèce fossile d'artiodactyles ruminants de la famille des Cervidae.

## Aire de répartition
Ce daim a été découvert dans le Sud de l'Angleterre (au Royaume-Uni), au site de Soleilhac (à Le Puy-en-Velay, en France) et à la grotte Valdemino (en) (à Borgio Verezzi, en Italie).

## Paléoenvironnement
Il vivait à l'époque du Pléistocène, plus précisément du Pléistocène moyen.

## Taxinomie

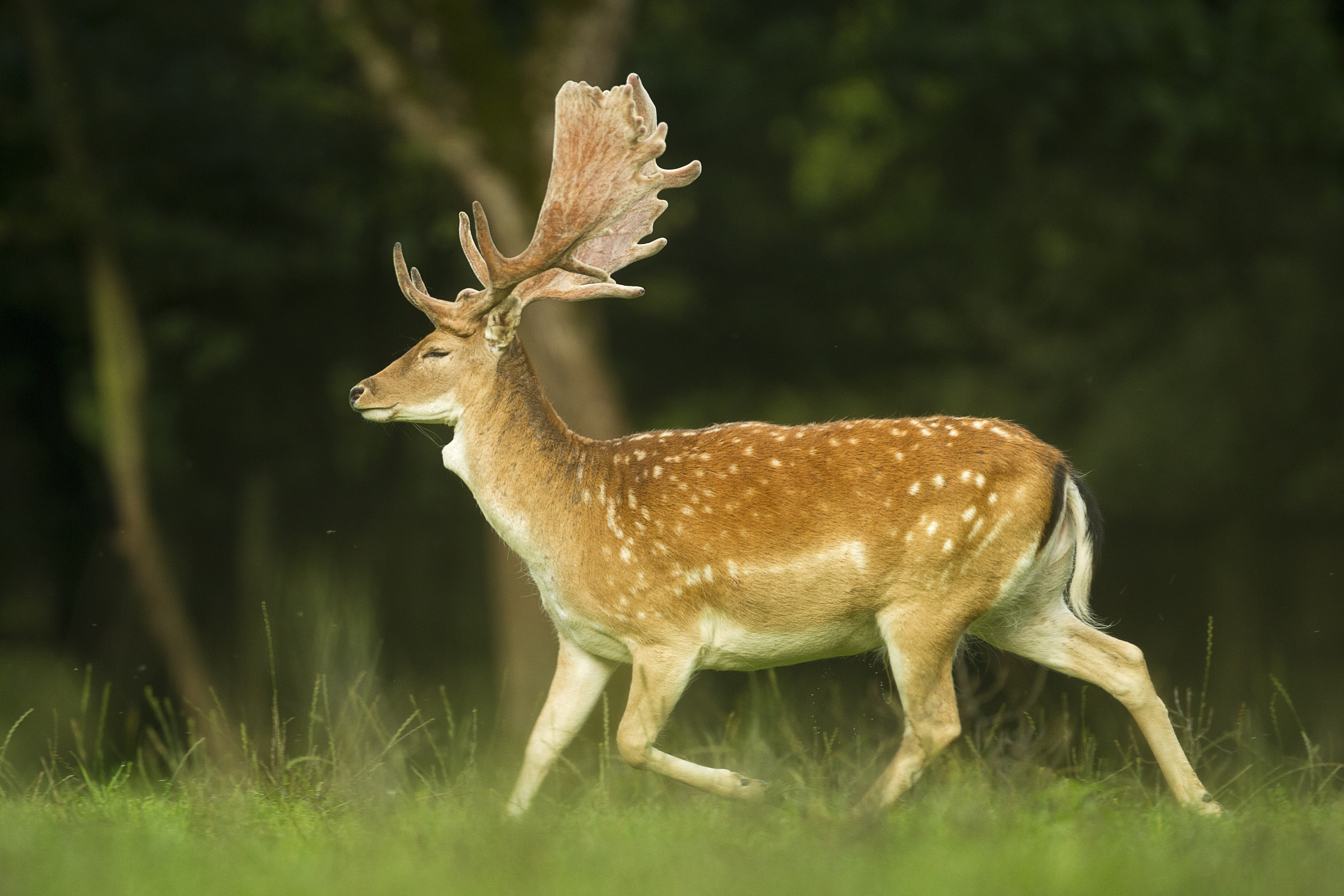
Dama roberti est considéré comme l'ancêtre du Daim européen, ici photographié.

Cette espèce a été décrite en 2013 par les naturalistes Marzia Breda et Adrian M. Lister. La localité type est Pakefield, à Lowestoft, en Angleterre (Royaume-Uni). Provenant de couches géologiques plus anciennes que le Daim européen (Dama dama), elle est considérée comme l'ancêtre de ce dernier.